# Limnonectes limborgi
Limnonectes limborgi és una espècie de granota que viu a Myanmar.